# Martinskirche (Neustadt)

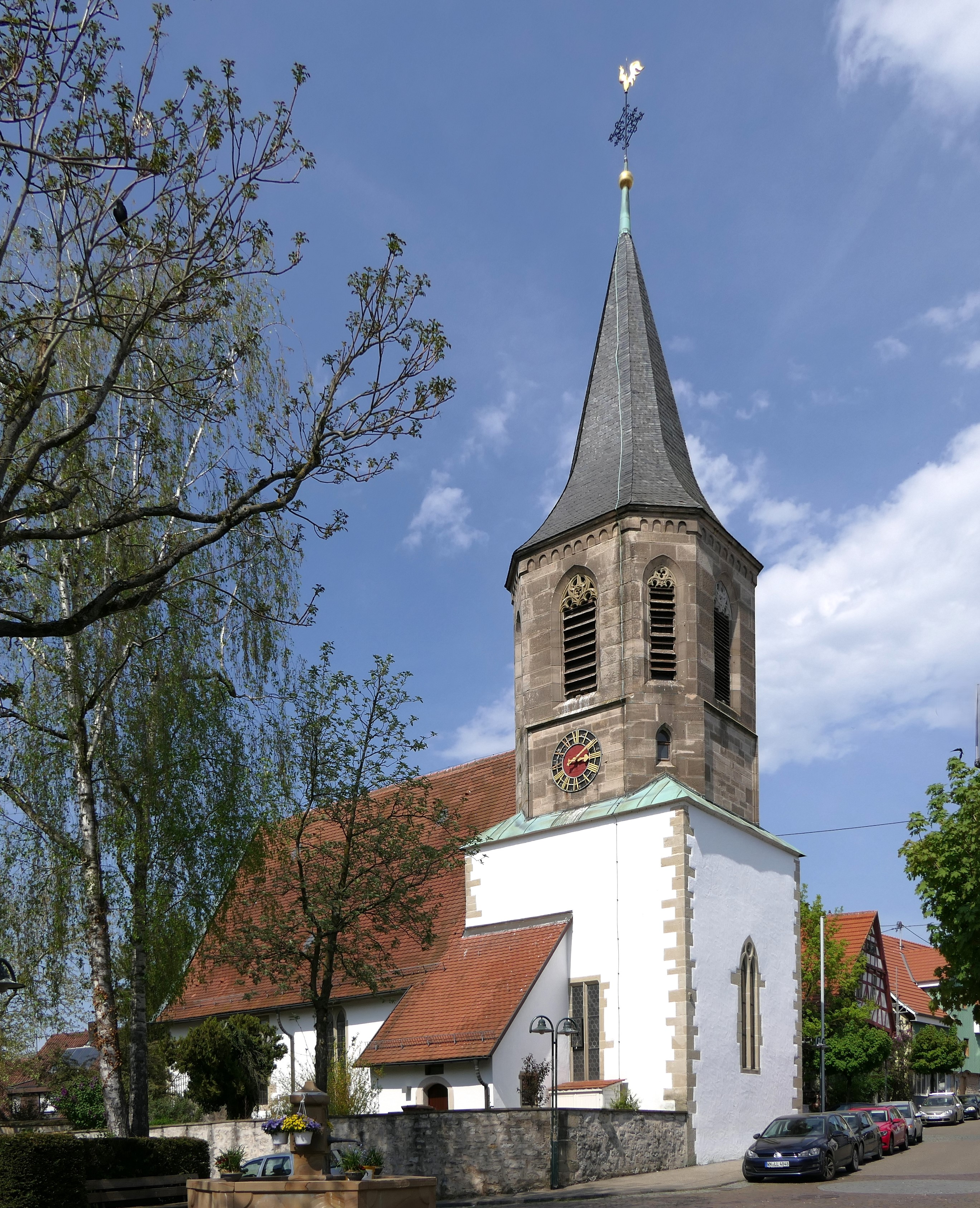
Martinskirche in Neustadt, Ansicht von Südosten

Die Martinskirche ist ein evangelisches Kirchengebäude in Neustadt an der Rems, einem Teilort der Kreisstadt Waiblingen im Rems-Murr-Kreis von Baden-Württemberg. Das Bauwerk ist beim Landesamt für Denkmalpflege Baden-Württemberg als Baudenkmal eingetragen. Die Kirchengemeinde gehört zum Kirchenbezirk Waiblingen der Evangelischen Landeskirche in Württemberg.

## Beschreibung

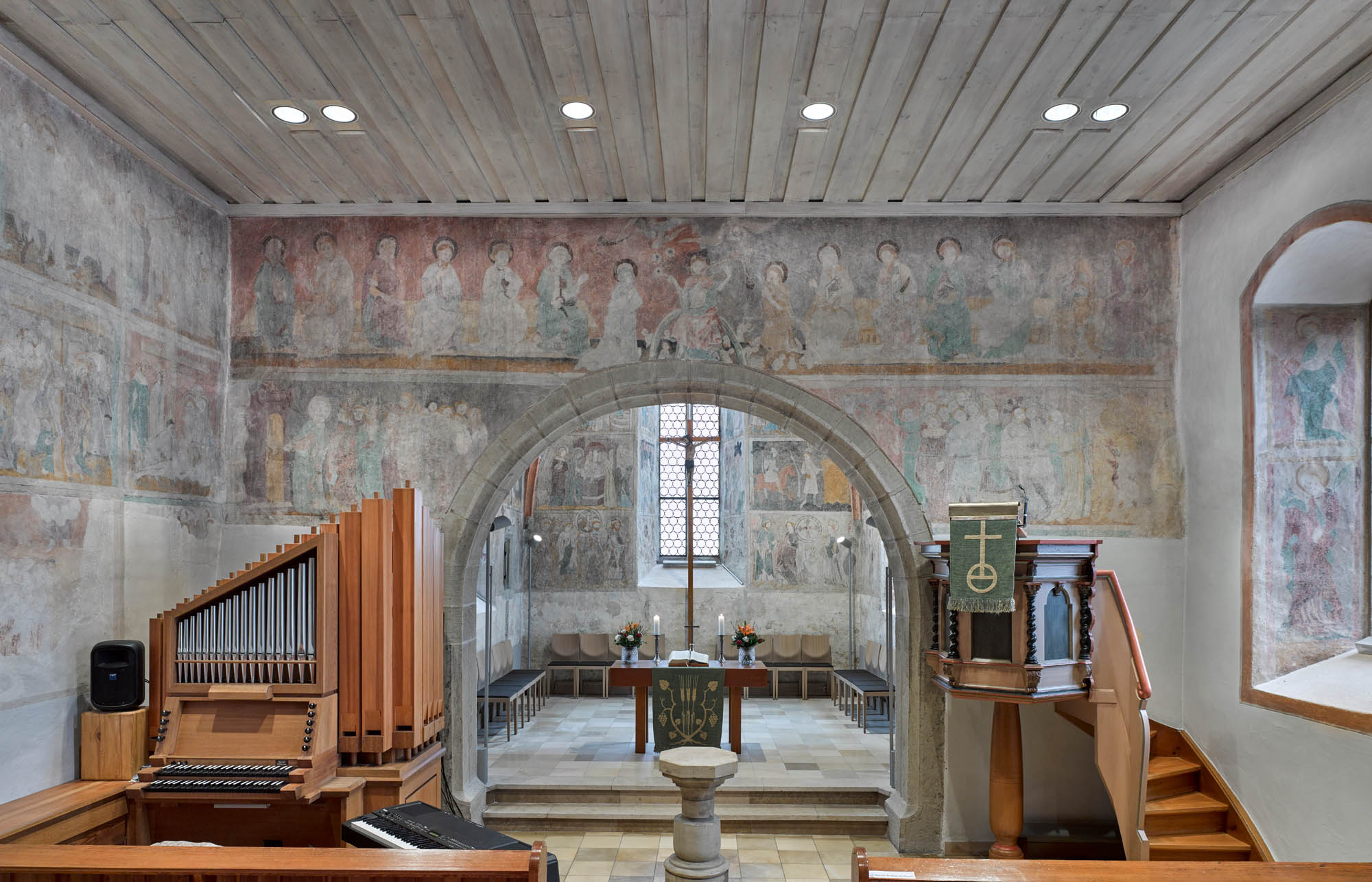
Blick zum Chor

Die Saalkirche wurde zwischen 1289 und 1320 erbaut. Sie besteht aus einem Langhaus und einem spätromanischen Chorturm im Südosten, dessen untere Geschosse die ältesten Bauteile der Kirche sind. Sein Erdgeschoss, also der Chor, ist mit einem Kreuzrippengewölbe überspannt. In den Jahren 1380/90 wurde die Wand des Chors mit einem Werkzyklus über Maria in Seccomalerei ausgemalt, 1420/30 der Innenraum des Langhauses mit einem Werkzyklus der Passion Jesu durch unbekannte Künstler. Über dem Chorbogen ist das Jüngste Gericht dargestellt. 1869 wurde das Glockengeschoss aus Holzfachwerk, das die Turmuhr und den Glockenstuhl beherbergt, abgebrochen und durch ein steinernes neugotisches ersetzt, und mit einem Helm bedeckt.